# Titularbistum Trapezopolis
Trapezopolis  (ital.: Trapezopoli) ist ein Titularbistum der römisch-katholischen Kirche.
Es geht auf ein früheres Bistum der antiken Stadt Trapezopolis in der kleinasiatischen Landschaft Karien (in der Spätantike römische Provinz  Phrygia Pacatiana), südlich des heutigen Sarayköy im Westen der Türkei, zurück. Das Bistum  gehörte der Kirchenprovinz Laodicea ad Lycum an.
| Titularbischöfe von Trapezopolis |                                 | |                   |                   |
| Nr.                              | Name                            | Amt                                                                                                | von               | bis               |
| 1                                | Johann Baptist Gegg             | Weihbischof in Worms (Bistum Worms)                                                                | 30. März 1716     | 9. November 1730  |
| 2                                | Augustin Botoš-Okić OFM         | Apostolischer Vikar von Bosnien (Osmanisches Reich)                                                | 7. Mai 1784       | 1798              |
| 3                                | Antonio Maria Grasselli OFMConv | Apostolischer Visitator im Vikariat Moldau (Rumänien)                                              | 14. April 1874    | 22. Dezember 1874 |
| 4                                | Seweryn Morawski                | Weihbischof in Lemberg ( Königreich Galizien und Lodomerien)                                       | 13. Mai 1881      | 27. März 1885     |
| 5                                | Francesco Sogaro MCCI           | Apostolischer Vikar von Zentralafrika (Zentralafrika)                                              | 10. Juli 1885     | 18. August 1894   |
| 6                                | Bartholomew Woodlock            | emeritierter Bischof von Ardagh und Clonmacnois (Vereinigtes Königreich Großbritannien und Irland) | 12. Februar 1895  | 13. Dezember 1902 |
| 7                                | François-Ignace Hummel SMA      | Apostolischer Vikar und Apostolischer Administrator von Togo (Goldküste/Französisch-Togo)          | 6. März 1906      | 13. März 1924     |
| 8                                | Giuseppe Camassa                | emerit. Bischof von Melfi-Rapolla (Italien)                                                        | 15. April 1912    | 18. Januar 1916   |
| 9                                | Inocêncio Engelke OFM           | Koadjutorbischof von Campanha (Brasilien)                                                          | 4. Juli 1924      | 25. Dezember 1935 |
| 10                               | Theodor Schu SVD                | Apostolischer Vikar von Yenchowfu (Republik China)                                                 | 19. November 1936 | 11. April 1946    |
| 11                               | Ioan Ploscaru                   | Weihbischof in Lugoj (Rumänien)                                                                    | 21. November 1948 | 14. März 1990     |